# Edge of a Revolution
Edge of a Revolution è una canzone dei Nickelback, primo singolo estratto dal loro ottavo album in studio, No Fixed Address. La canzone venne pubblicata il 18 agosto 2014 come singolo promozionale del nuovo album nei canali televisivi Active Rock e Clear Channel, mentre venne messa in commercio il 19 agosto. Si tratta del primo singolo pubblicato dalla band con la nuova etichetta, la Republic Records.
La canzone è stata utilizzata come colonna sonora dalla WWE in occasione della manifestazione di Survivor Series nel 2014.

## La canzone
Durante un'intervista alla radio CFOX-FM, il 18 giugno 2014, il cantante Chad Kroeger annunciò che la band avrebbe pubblicato il primo singolo rock dell'album, allora intitolato solamente Revolution, che sarebbe uscito ad agosto.
La traccia viene descritta come un qualcosa che si distacca dal sound originale dei Nickelback, e nell'intervista Kroeger dice che nella canzone ci si riferisce alle persone ricche e senza scrupoli che lavorano a Wall Street e ciò è facilmente intuibile nella strofa in cui viene detto Wall streets/common thief/When they get caught, they all go free/A brand new yacht, and a finders fee (Wall street/ladri comuni/Quando vengono catturati, tornano subito liberi/Un nuovo yacht e una provvigione), ma ha affermato di aver scritto la canzone ispirandosi anche alla guerra dell'Ucraina orientale e delle continue ingiustizie che la popolazione ucraina ha dovuto subire in quel periodo.
Edge of a Revolution è stata la loro ottava canzone a piazzarsi alla prima posizione nella classifica delle migliori canzoni rock.

## Video
Il 12 agosto 2014 i Nickelback, tramite i loro profili sui social network, hanno scritto che la band stava registrando due videoclip: il primo, riguardante la canzone pop "What Are You Waiting For?", mentre il giorno successivo venne pubblicato il messaggio che la band stava lavorando a quello per "Edge of a Revolution", con una foto che ritraeva il gruppo impegnato nelle riprese del video, che sarebbe uscito a settembre.
Tale video mostra la band suonare in un'aula scolastica al buio, davanti a degli studenti seduti nei loro banchi; dietro di loro c'è un proiettore che funge da luce e che proietta nello schermo, posto alle spalle della band, varie immagini significative, come le guerre, le sommosse popolari e il nucleare, oltre che ad alternare le parole "Obey" e "Occupy" ("ubbidire" e "occupare"). Vedendo queste immagini forti, gli studenti si alzano dai banchi in segno di protesta, gettando a terra tavoli, sedie e fogli, fino a quando Chad Kroger non li fomenta dicendo loro la frase della canzone "What do we want?" ottenendo la decisa risposta "We want change!" ("Cosa vogliamo?" "Vogliamo cambiare!"), incitandoli dunque a lottare e a ribellarsi per avere un mondo e un futuro migliore.

## Classifiche
| Classifica (2014)          | Posizione massima |
| -------------------------- | ----------------- |
| Regno Unito                | 91                |
| Regno Unito (rock & metal) | 4                 |